# Пародийная религиозность
Пародийная религиозность (англ. parody religion) или ложная религиозность (англ. mock religion) — система убеждений, которая бросает вызов духовным убеждениям других людей, часто используя юмор, сатиру, и/или бурлеск. Часто для достижения определённой цели создаётся пародийная религия, связанная с другой системой верований, которая может пародировать сразу несколько религий, сект, гуру, культов, и/или новых религиозных движений, но в то же время может быть пародией какой-то конкретной религии, или понятия религиозных убеждений в частности. В некоторых таких религиях упор делается на веселье или приятное времяпрепровождение между единомышленниками, например Церковь недомудреца. Другие пародийные религии направлены против конкретной религии, секты, гуру, культа или нового религиозного движения.
Один из подходов пародийной религиозности направлен на выделение недостатков про-религиозных аргументов — смысл в том, что если данный аргумент может быть использован для поддержки пародийной религии, то исходное суждение является ошибочным.
Несколько религий, которые классифицируются как пародии, имеют ряд относительно серьёзных последователей, которые воспринимают абсурдность этих религий как духовно значимую. Так, в дискордианизме, «серьёзные» последователи могут принимать участие в ещё большей шутке. Эта шутка, в свою очередь, может быть частью большого пути к просветлению.

## Список известных религий-пародий

### Пародии конкретных религий

Невидимый розовый единорог — божество одной из недавно появившихся пародийных религий, направленных на высмеивание теистических убеждений. Невидимый розовый единорог парадоксально невидимый и розовый.

Приведённые ниже религии создавались как пародии определенным мировоззрениям:
| Религия                                                                | Описание | Примечания          |
| ---------------------------------------------------------------------- | --- | ------------------- |
| Эвентуализм                                                            | Пародия, основанная на саентологично-подобных религиях, которые появлялись в фильме «Шизополис». | [ 1 ]               |
| Невидимый розовый единорог                                             | Пародия теистических определений Бога. Тут также подчёркивается произвольный и нефальсифицируемый характер религиозной веры, похожим образом как в Чайнике Рассела. | [ 2 ] [ 3 ]         |
| Кибология                                                              | Пародийная религия, которая возникла в Usenet | [ 4 ]               |
| Ландоверская баптистская церковь                                       | Пародия на христианский фундаментализм. | [ 5 ]               |
| Последний четвергизм                                                   | Шуточная версия омфализма, которая утверждает, что Вселенная была создана в прошлый четверг. Создана, чтобы показать проблемы с нефальсифицируемыми убеждениями. Также существует другой вариант четвергизма — следующий средаизм (англ. Next Wednesdayism) созданный под вдохновением от фильма Джона Лэндиса See You Next Wednesday. | [ 6 ]               |
| Тавруизм                                                               | Религия-пародия, которую британские комики Питер Серафинович и Роберт Поппер придумали для телевизионного шоу «Абсурдное природоведение», основана на учебных религиозных видео тех же саентологов и христиан. | [ 7 ] [ 8 ] [ 9 ]   |
| Первая церковь последнего смеха (англ. First Church of the Last Laugh) | Вымышленная религия, которая используется в параде Saint Stupid’s Day, проходящего в Сан-Франциско. | [ 10 ]              |
| Пастафарианство = Церковь Летающего макаронного монстра                | Пародия на разумный замысел, креационизм и религиозность в целом, а также ещё один вариант чайника Рассела. | [ 2 ] [ 11 ] [ 12 ] |

### Постмодернистские верования
Приведённые ниже религии могут являться сложными пародиями «настоящих» религий:
| Религия             | Описание | Примечания           |
| ------------------- | --- | -------------------- |
| Боконизм            | Вымышленная религия, изложенная Куртом Воннегутом в книге «Колыбель для кошки», Основоположником этой религии является Боконон. Боконизм открыто утверждает, что все его учения — ложь. Согласно боконизму, человечество разбито на группы, которые выполняют божью волю, не ведая, что творят.                                                 | [ 13 ] [ 14 ] [ 15 ] |
| Церковь недомудреца | Основана в 1979 году. Часто рассматривается как пародия на религию в целом. Имеет элементы фундаменталистского христианства, дзэна, саентологии, новых религиозных движений, поп-психологии. | [ 16 ] [ 17 ]        |
| Дудеизм             | Распространённая в интернете религия, основные учения которой соответствуют философии и жизненным принципам вымышленного персонажа «Чувака», главного героя фильма «Большой Лебовски», снятого братьями Коэн в 1998 году. Последователи дудеизма считают, что данная религия является современной формой даосизма.                              | [ 18 ] [ 19 ]        |
| Дискордианизм       | В отличие от традиционных религий, проповедующих гармонию, дискордианизм обожествляет хаос. Главным божеством дискордианизма является Эрида, древнегреческая богиня раздора, подбросившая яблоко раздора на свадебном пиру у Пелея. | [ 20 ]               |
| «Церковь Марадоны»  | Это была форма аргентинской ассоциации поклонников футболиста Диего Армандо Марадоны. Участников посвящали в клуб, устраивая спарринг, ворота в котором являлись отсылкой к «Руке Бога» 1986 года. | [ 21 ]               |
| Джедаизм            | Новое религиозное движение, основанное на идеях фантастической киноэпопеи Джорджа Лукаса «Звёздные войны». | [ 22 ] [ 23 ] [ 24 ] |
| Копимизм            | Основана на убеждении, что файлообмен — священная добродетель, которая должна оставаться защищённой. Официально признано религией правительством Швеции в январе 2012 года. | [ 25 ] [ 26 ]        |
| Матриксизм          | Новое религиозное движение, вдохновлённое фильмом 1999 года «Матрица». Появилось в интернете в 2004 году. Приверженцы данной религии заявляют о своей вере в многослойность субъективной реальности и возвращение пророка. | [ 27 ]               |
| Церковь эвтаназии   | Главной целью Церкви эвтаназии является «восстановление баланса между человеком и другими видами животных, населяющих Землю». Церковь эвтаназии использует проповеди, музыку, театрализованные митинги и акции прямого действия. Также Церковь эвтаназии получила дурную славу из-за конфликтов с христианским противоабортным движением в США. | [ 28 ]               |

## Использование пародийных религий атеистами
Я утверждаю, что мы оба атеисты. Просто я верю на одного бога меньше, чем вы. Когда вы поймёте, почему вы отвергаете всех других возможных богов, тогда вы поймёте почему я отвергаю вашего.Оригинальный текст (англ.)I contend that we are both atheists. I just believe in one fewer god than you do. When you understand why you dismiss all the other possible gods, you will understand why I dismiss yours.— Stephen F. Roberts
Многие атеисты, включая Ричарда Докинза в книге «Бог как иллюзия», используя пародийные религии такие как пастафарианство и веру в невидимого розового единорога, а также древних богов, например Зевса и Тора, как современные версии Чайника Рассела, утверждают, что бремя доказательства лежит на верующем, а не на атеисте.
Докинз также создал пародию на критику атеизма под термином аторизм (англ. athorism), как твёрдое утверждение в том, что Тора, древнескандинавского бога, не существует. Цель состоит в том, чтобы подчеркнуть, что атеизм не является формой религиозного убеждения, а является просто отрицанием этих убеждений.
Общей проблемой противостояния атеизму является идея, утверждающая, что атеизм — форма «веры», веры без доказательств. Верующие могли бы сказать: «Никто не может доказать, что Бога не существует, поэтому атеист проявляет веру, утверждая, что Бога нет». Докинз говорит, что бремя доказательства лежит на человеке, который верит в сверхъестественное, но не на человеке, который считает это маловероятным или невозможным к существованию.